# I Zwicky 18
La Galàxia I Zwicky 18 és una galàxia nana irregular situada a 45 milions d'anys llum de la Terra en direcció a la Constel·lació Ossa Major. Fou identificada per primera vegada a la dècada dels 1930 per l'astrònom Fritz Zwicky, a qui li deu el seu nom.
L'I Zwicky 18, amb només 500 milions d'anys, és una galàxia acabada de néixer, comparada amb la major part de les galàxies, inclosa la Via Làctia, la qual edad ronda pels 12.000 milions d'anys. Es creu que encara pot estar creant estrelles de Població III; Les seves estrelles són compostes en gran majoria per Heli i Hidrògen, estant així gairebé absent dels seus elements més pesants.
Es pensa que, o bé la galàxia s'ha format recentment, com sembla indicar la seva matèria 'normal', o bé es va formar amb anterioritat i durant milers de milions d'anys ha romàs com una galàxia obscura, i només recentment ha adquirit la massa d'Heli per a inciar la formació estel·lar. En aquest sentit, una trobada casual amb una altra galàxia nana i les pertorbacions gravitacionals que això vol dir, pot haver produït un col·lapse dels núvols d'Hidrogen i el sub-següent naixement d'estrelles.